# Chionaema bipunctigera
Chionaema bipunctigera là một loài bướm đêm thuộc phân họ Arctiinae, họ Erebidae.